# 벤치니
벤치니(Bencini)는 1937년에서부터 1980년대말까지 카메라를 제조한 이탈리아 기업이다

## 역사
이회사는 안토니오 벤치니에 의해 1937년 밀라노에서 아이씨에이에프(ICAF)라는 이름으로 설립되었다.
아이씨에이에프(ICAF)는 로비 120 6x9 카메라, 가브리 27 4x6 카메라, 델타 120 6x9 폴딩 카메라를 만들었다.
세계 2차대전 바로전 이회사는 이름을 씨엠에프(CMF)로 바꾸었다. 이 기간중 회사는 에탄 아나 아르고 카메라를
출시하였으나, 전쟁시 사용되는 항공기용 부품을 생산하기 위하여 곧 카메라 생산을 중단했다.
1945년 회사는 이름을 씨엠에프 벤치니(C.M.F. Bencini)가 되었으며, 1950년 초반에는 다시 회사 이름이 벤치니(Bencini S.p.a.)로 변했다. 회사는 1984년 말까지 카메라의 설계 및 제조를 계속하였으나, 사업적인 문제로 회사의 제품 라인의 배급이 카퍼(Cafer Ltd.)에 의하여 인수 되었다. 카퍼는 벤치니 브랜드의 제품을 생산했다.

## 제품 라인

### 120mm 필름
- CMF Argo
- CMF Etna
- CMF Deko
- Bencini Eno
- CMF Erno
- CMF Gabro
- Bencini Koroll
- Bencini Koroll 24
- Bencini Koroll 24S
- Bencini Koroll II
- Bencini Koroll S
- Bencini Koroll T

### 35mm 필름
- Bencini Comet 35
- Bencini Koroll 35
- Bencini Korolette
- Bencini Comet Rapid
- Bencini Comet 235
- Bencini Comet 335
- Bencini Comet 435 Electronic
- Bencini Comet 535 Minicompact
- Bencini Comet 635 Electronic Minicompact
- Bencini Comet K 35
- Bencini Comet NK 135
- Bencini Comet NK 135 Automatic / NK 135 Electronic
- Bencini Comet 36
- Bencini Personal 35
- Bencini Personal Reporter (18x24)
- Bencini Koroll Marine (잠수 카메라)